# Maria Ülsmann
Maria Ülsmann geborene Groß (geboren 1980 in Wismar) ist eine deutsche Juristin, Rechtsanwältin und Richterin.

## Ausbildung
Nach dem Abitur 2001 in Lübeck studierte Maria Ülsmann von 2001 bis 2007 Rechtswissenschaften an der Christian-Albrechts-Universität zu Kiel.
Sie beendete das Studium 2007 mit der Ersten Juristischen Staatsprüfung.
Nach dem Rechtsreferendariat 2007 bis 2009 bei dem Schleswig-Holsteinischen Oberlandesgericht im Landgerichtsbezirk Flensburg absolvierte sie 2009 die Zweite Juristische Staatsprüfung.

## Beruflicher Werdegang
Im Februar 2010 wurde Maria Ülsmann als Rechtsanwältin zugelassen und  ist seitdem in Bremerhaven in diesem Beruf tätig. Von 2010 bis 2015 war sie bei Gollub Klemeyer Fachanwälte Partnerschaft mbB angestellt, 2015 machte sie sich selbständig.
2012/2013 absolvierte sie eine Ausbildung in Konflikttraining und Mediation. Im September 2013 qualifizierte sie sich zur Fachanwältin für Arbeitsrecht. Auch einen Fachanwaltslehrgang Vergaberecht absolvierte sie erfolgreich.
Ihre Tätigkeitsschwerpunkte liegen im Arbeits-, Vergabe- und Verwaltungsrecht.
Im September 2019 wählte die Bremische Bürgerschaft Maria Ülsmann zum Mitglied des Staatsgerichtshofs der Freien Hansestadt Bremen.

## Ämter und Mitgliedschaften
- Anwaltsverein Bremen
- Seit 2015: Justiziarin beim Deutschen Roten Kreuz Kreisverband Bremerhaven e.V.
- Seit 2016: Vorstandsmitglied im Anwaltsverein Bremerhaven Wesermünde e. V.
- 2019: Vorstandsmitglied bei den Wirtschaftsjunioren Bremerhaven[4]